# Omorgus lucidus
Omorgus lucidus är en skalbaggsart som beskrevs av Riccardo Pittino 2010. Omorgus lucidus ingår i släktet Omorgus och familjen knotbaggar. Inga underarter finns listade i Catalogue of Life.